# Estación de Villallana
Villallana es un apeadero ferroviario situado en el municipio español de Lena, en el Principado de Asturias. Forma parte de la línea C-1 de Cercanías Asturias.

## Situación ferroviaria
La estación se encuentra en el punto kilométrico 111,281 de la línea férrea de ancho ibérico que une Venta de Baños con Gijón a 288 metros de altitud. El tramo es de vía doble y está electrificado.

## Historia
La estación fue abierta al tráfico el 23 de julio de 1874 con la puesta en marcha del tramo Pola de Lena-Gijón de la línea que pretendía unir León con Gijón. La construcción fue obra de la Compañía de los Ferrocarriles de Asturias, Galicia y León creada para continuar con las obras iniciadas por Noroeste anterior titular de la concesión. Sin embargo su situación financiera no fue mucho mejor que la de su antecesora y en 1885 acabó siendo absorbida por Norte. En 1941, la nacionalización del ferrocarril en España supuso la desaparición de esta última y su integración en la recién creada RENFE.
En las cercanías de la estación de Villallana ocurrió un accidente ferroviario el 6 de abril de 1950. 
Desde el 31 de diciembre de 2004 Renfe Operadora explota la línea mientras que Adif es la titular de las instalaciones ferroviarias.

## Servicios ferroviarios

### Cercanías
Forma parte de la línea C-1 de Cercanías Asturias. La unen con Gijón y Oviedo trenes cada 30 minutos los días laborables, mientras que los sábados, domingos y festivos la frecuencia se reduce a una hora.
La duración del viaje es de unos 30 minutos a Oviedo y una hora y cinco hasta Gijón en el mejor de los casos.
| procedencia/destino | < estación | Línea | estación >   | destino/procedencia               |
| ------------------- | ---------- | ----- | ------------ | --------------------------------- |
| Gijón               | Ujo        |       | Pola de Lena | Pola de LenaPuente de los Fierros |